# 迪亞拉省
迪亞拉省（阿拉伯语：‎）是伊拉克的一個省，位於首都巴格達東北方，與伊朗接壤。面積17,685平方公里，2018年人口1,637,226。首府巴古拜。
省名源於底格里斯河的一條支流——迪亞拉河。由於這兩條河的滋養，該省成爲著名的橙子和棗椰產地。
1. ↑  . hdi.globaldatalab.org.   [2018-09-13]. （原始内容存档于2018-09-23） （英语）.